# Decebal către popor
Decebal către popor este o poezie de George Coșbuc, publicată în 1896 în volumul Fire de tort.

## La vie est un bien perdu quand on n'a pas vécu comme on l'aurait voulu
În urma traducerii primelor două versuri în limba franceză, ele au ajuns să îi fie atribuite, în mod eronat, poetului național Mihai Eminescu.
În spațiul francofon, aceste versuri au căpătat valoare de maximă.
- În coproducția franco-italiană Dernier domicile connu (1970) [1][2] în regia lui José Giovanni, cu Lino Ventura în rolul principal, acest aforism apare în ultimul cadru, ca o concluzie.[3]
- Cântărețul francez Anis [4][5] a folosit aceste versuri traduse în limba franceză drept refren al piesei La vie est un bien perdu[6] de pe albumul Gadjo Décalé (2003).
- Poezia a fost tradusă în limba engleză de Paul Abucean [7] (This life is never any good/ Unless thou live it as thou would!…)
- Aforismul atribuit Mihai Eminescu mai apare și în formularea „La vie est un bien perdu pour celui qui ne l'a pas vécu comme il l'aurait voulu.” [8]